# Búho Gris (película)
Grey Owl es una película biográfica de 1999 dirigida por Richard Attenborough y protagonizada por Pierce Brosnan en el papel de Archibald "Grey Owl" Belaney (1888-1938), colegial británico convertido en trampero nativo americano, Annie Galipeau como su esposa Anahareo, entre otros. El guion fue escrito por William Nicholson, y la película se estrenó el 10 de septiembre de 1999 en España y el 15 de febrero de 2000 en Estados Unidos. Fue la última película realizada por la compañía Largo Entertainment antes que desapareciera en 1999.

## Trama
Archibald Belaney, de Gran Bretaña, creció fascinado por la cultura nativa americana, al punto que a principios del siglo XX abandona el Reino Unido para trasladarse a Canadá, donde se reinventa como el trampero Archie Grey Owl y finge ser un nativo de las Primeras Naciones. Finalmente, Belaney se convierte en ambientalista luego de renunciar a la caza y captura de animales.

## Elenco
- Pierce Brosnan as Archibald "Búho Gris" Belaney
- Annie Galipeau como Anahareo
- Nathaniel Arcand como Ned White Bear
- Vlasta Vrána como Harry Champlin
- David Fox as como Wood
- Charles Powell como Walter Perry
- Stephanie Cole como Ada Belaney
- Renée Asherson como Carrie Belaney
- Stewart Bick como Cyrrus Finney

## Producción
La película se rodó en la ciudad inglesa de Hastings, las ciudades quebequenses de Chelsea y Wakefield, el parque Jacques Cartier y el Parque Nacional Prince Albert de Saskatchewan .
El director Richard Attenborough dijo en una entrevista que él y su hermano, el conocido presentador y naturalista David Attenborough, habían asistido a la conferencia de "Búho Gris" en Leicester en 1936 (representada en la película), y habían sido influenciados por su defensa de la conservación. 

### Recepción de la crítica
La película recibió críticas negativas. Tiene una calificación de aprobación del 17% en Rotten Tomatoes, basada en 12 reseñas, con una calificación promedio de 4.6/10. 
La película ganó un premio Genie en la 20ª edición de los premios Genie, en la categoría de Mejor diseño de vestuario para Renée April . 

### Recaudación
Grey Owl fue un fracaso en taquilla tras su estreno limitado, recaudando 162.360 dólares en su primer fin de semana en Canadá y un total de 632.617 dólares frente a su presupuesto de 30 millones de dólares. 